# Zasoby wodne
Zasoby wodne – zasoby wód powierzchniowych i podziemnych, występujące na pewnym obszarze. 
Cechy szczególne zasobów wód powierzchniowych to:
- ciągłe przemieszczanie się;
- okresowa odnawialność;
- podatność na zanieczyszczenia;
- w okresowych warunkach zdolność do samooczyszczenia.

Zasoby wodne w mniejszych zlewniach i jednostkach administracyjnych mogą obejmować zapasy wód podziemnych i wodę zgromadzoną w jeziorach. Błędne jest ujmowanie w obliczeniach zasobów wodnych całej objętości jezior, można przyjmować jedynie aktywną warstwę wody jeziora, podlegającą wymianie w cyklu hydrologicznym. W hydrogeologi wyróżnia się zasoby statyczne i dynamiczne wód podziemnych. Zasoby statyczne obejmują całkowitą objętość wody wolnej, zawartej w danym poziomie wodonośnym. 
Zasoby statyczne mogą być nieodnawialne (nie uzupełniane w cyklu hydrologicznym) i odnawialne (uzupełniane dzięki naturalnym czynnikom zasilania). 
Zasoby dynamiczne określa się, podając natężenie przepływu strumienia wody podziemnej w przekroju poprzecznym danego poziomu wodonośnego. Zasoby eksploatacyjne wód podziemnych stanowią część naturalnych zasobów dynamicznych lub statycznych, których pobór nie zakłóci równowagi hydrologicznej i nie wyrządzi szkód innym użytkownikom zasobów wodnych.